# Novo Horizonte do Oeste
Novo Horizonte do Oeste este un oraș în Rondônia (RO), Brazilia.